# ESA (小惑星)
ESA (9950 ESA) はアモール群の小惑星。フランスのアルプ＝マリティーム県コーソルでクリスティアン・ポラスによって発見された。
欧州宇宙機関 (European Space Agency) の略称に因んで名付けられた。